# Villié-Morgon
Villié-Morgon é uma comuna francesa na região administrativa de Auvérnia-Ródano-Alpes, no departamento de Ródano. Estende-se por uma área de 18,74 km². Em 2010 a comuna tinha 2 241 habitantes (densidade: 119,6 hab./km²).